# Gaudí a la millor pel·lícula en llengua no catalana
La següent llista és la de les pel·lícules nominades i guanyadores del Premi Gaudí a la Millor pel·lícula en llengua no catalana, des de l'any 2009, quan es van crear.

## Dècada dels 2000
| Any  | Pel·lícula                                         | Pel·lícula                               | País                                       | Director/s      |
| Any  | Títol                                              | Títol original                           | País                                       | Director/s      |
| ---- | -------------------------------------------------- | ---------------------------------------- | ------------------------------------------ | --------------- |
| 2009 | Vicky Cristina Barcelona                           | Vicky Cristina Barcelona                 | Estats Units · Espanya                     | Woody Allen     |
| 2009 | Benvingut a Farewell-Gutmann                       | Bienvenido a Farewell-Gutmann            | Espanya                                    | Xavi Puebla     |
| 2009 | No em demanis que et faci un petó perquè te'l faré | No me pidas que te bese porque te besaré | Espanya                                    | Albert Espinosa |
| 2009 | Transsiberian                                      | Transsiberian                            | Espanya · Alemanya · Regne Unit · Lituània | Brad Anderson   |

## Dècada dels 2010
| Any  | Pel·lícula                   | Pel·lícula                      | País                                | Director/s                       |
| Any  | Títol                        | Títol original                  | País                                | Director/s                       |
| ---- | ---------------------------- | ------------------------------- | ----------------------------------- | -------------------------------- |
| 2010 | Els condemnats               | Los condenados                  | Espanya                             | Isaki Lacuesta                   |
| 2010 | Cinéclub                     | Cinéclub                        | Espanya                             | Salomón Shang                    |
| 2010 | Negro Buenos Aires           | Negro Buenos Aires              | Espanya · Argentina                 | Ramon Térmens                    |
| 2010 | The Frost                    | The Frost                       | Noruega · Espanya                   | Ferran Audí                      |
| 2011 | Buried                       | Buried                          | Espanya · Estats Units · França     | Rodrigo Cortés                   |
| 2011 | El gran Vázquez              | El gran Vázquez                 | Espanya                             | Oscar Aibar                      |
| 2011 | Els ulls de la Júlia         | Els ulls de la Júlia            | Espanya                             | Guillem Morales                  |
| 2011 | Uruguay                      | Uruguay                         | Espanya                             | Salomón Shang                    |
| 2012 | Mentre dorms                 | Mientras duermes                | Espanya                             | Jaume Balagueró                  |
| 2012 | De mayor quiero ser soldado  |                                 | Espanya · Itàlia                    | Christian Molina                 |
| 2012 | Katmandú, un mirall al cel   | Katmandú. Un espejo en el cielo | Espanya                             | Icíar Bollaín                    |
| 2012 | Els passos dobles            | Els passos dobles               | Espanya · Suïssa                    | Isaki Lacuesta                   |
| 2013 | Una pistola a cada mà        | Una pistola a cada mà           | Espanya                             | Cesc Gay                         |
| 2013 | REC 3: Gènesi                | REC 3: Gènesi                   | Espanya                             | Paco Plaza                       |
| 2013 | Llums vermells               | Llums vermells                  | Espanya · Estats Units              | Rodrigo Cortés                   |
| 2013 | The Pelayos                  | The Pelayos                     | Espanya                             | Eduard Cortés                    |
| 2014 | Els últims dies              | Els últims dies                 | Espanya                             | Àlex Pastor Vallejo David Pastor |
| 2014 | El cuerpo                    | El cuerpo                       | Espanya                             | Oriol Paulo                      |
| 2014 | El mort i ser feliç          | El mort i ser feliç             | Espanya · França · Argentina        | Javier Rebollo                   |
| 2014 | Grand Piano                  | Grand Piano                     | Espanya                             | Eugenio Mira                     |
| 2015 | 10.000 km                    | 10.000 km                       | Espanya                             | Carlos Marques-Marcet            |
| 2015 | El Niño                      | El Niño                         | Espanya                             | Daniel Monzón                    |
| 2015 | Bella joventut               | Bella joventut                  | Espanya · França                    | Jaime Rosales                    |
| 2015 | REC 4: Apocalipsi            | REC 4: Apocalipsi               | Espanya                             | Jaume Balagueró                  |
| 2016 | Truman                       | Truman                          | Espanya                             | Cesc Gay                         |
| 2016 | Anacleto: Agent secret       | Anacleto: Agent secret          | Espanya                             | Javier Ruiz Caldera              |
| 2016 | El Rey de La Habana          | El Rey de La Habana             | Espanya · República Dominicana      | Agustí Villaronga                |
| 2016 | La novia                     | La novia                        | Espanya                             | Paula Ortiz Álvarez              |
| 2017 | A monster calls              | A monster calls                 | Espanya · Estats Units · Regne Unit | Juan Antonio Bayona              |
| 2017 | 100 metros                   | 100 metros                      | Espanya · Portugal                  | Marcel Barrena                   |
| 2017 | Callback                     | Callback                        | Catalunya                           | Carles Torras                    |
| 2017 | La mort de Lluís XIV         | La mort de Lluís XIV            | França · Portugal · Catalunya       | Albert Serra i Juanola           |
| 2018 | Anchor and Hope              | Anchor and Hope                 | Espanya                             | Carlos Marqués-Marcet            |
| 2018 | Júlia ist                    | Júlia ist                       | Catalunya                           | Elena Martín                     |
| 2018 | La llamada                   | La llamada                      | Espanya                             | Javier Ambrossi i Javier Calvo   |
| 2018 | La llibreria                 | La llibreria                    | Espanya · Regne Unit · Alemanya     | Isabel Coixet                    |
| 2019 | Entre dos aguas              | Entre dos aguas                 | Espanya                             | Isaki Lacuesta                   |
| 2019 | El fotógrafo de Mauthausen   | El fotógrafo de Mauthausen      | Espanya                             | Mar Targarona                    |
| 2019 | Petra                        | Petra                           | Espanya                             | Jaime Rosales                    |
| 2019 | Viaje al cuarto de una madre | Viaje al cuarto de una madre    | Espanya                             | Celia Rico                       |

## Dècada dels 2020
| Any                 | Pel·lícula                     | Pel·lícula                     | País                           | Director/s                               |
| Any                 | Títol                          | Títol original                 | País                           | Director/s                               |
| ------------------- | ------------------------------ | ------------------------------ | ------------------------------ | ---------------------------------------- |
| 2020                | La hija de un ladrón           | La hija de un ladrón           | Espanya                        | Belén Funes                              |
| 2020                | El hoyo                        | El hoyo                        | Espanya                        | Galder Gaztelu-Urrutia                   |
| 2020                | Liberté                        | Liberté                        | Espanya                        | Albert Serra                             |
| 2020                | Ojos negros                    | Ojos negros                    | Espanya                        | Marta Lallana i Ivet Castelo             |
| 2021                | Las niñas                      | Las niñas                      | Espanya                        | Pilar Palomero                           |
| 2021                | Adú                            | Adú                            | Espanya                        | Salvador Calvo                           |
| 2021                | La boda de Rosa                | La boda de Rosa                | Espanya                        | Icíar Bollaín                            |
| 2021                | Sentimental                    | Sentimental                    | Espanya                        | Cesc Gay                                 |
| 2022                | Libertad                       | Libertad                       | Espanya                        | Clara Roquet                             |
| 2022                | Las leyes de la frontera       | Las leyes de la frontera       | Espanya                        | Daniel Monzón                            |
| 2022                | Mediterráneo                   | Mediterráneo                   | Espanya                        | Marcel Barrena                           |
| 2022                | Tres                           | Tres                           | Espanya                        | Juanjo Giménez Peña                      |
| 2023                | Pacifiction                    | Pacifiction                    | Espanya                        | Albert Serra                             |
| 2023                | Mantícora                      | Mantícora                      | Espanya                        | Carlos Vermut                            |
| 2023                | La maternal                    | La maternal                    | Espanya                        | Pilar Palomero                           |
| 2023                | Un año, una noche              | Un año, una noche              | Espanya                        | Isaki Lacuesta                           |
| 2024                | 20.000 especies de abejas      | 20.000 especies de abejas      | Espanya                        | Estibaliz Urresola Solaguren             |
| 2024                | El maestro que prometió el mar | El maestro que prometió el mar | Espanya                        | Patricia Font                            |
| 2024                | Un amor                        | Un amor                        | Espanya                        | Isabel Coixet                            |
| 2024                | Upon Entry                     | Upon Entry                     | Espanya                        | Juan Sebastián Vásquez i Alejandro Rojas |
| 2025                |                                |                                |                                |                                          |
| Los pequeños amores | Los pequeños amores            |                                | Celia Rico                     |                                          |
| Los destellos       | Los destellos                  |                                | Pilar Palomero                 |                                          |
| Segundo premio      | Segundo premio                 |                                | Isaki Lacuesta i Pol Rodríguez |                                          |
| Polvo serán         | Polvo serán                    |                                | Carlos Marqués-Marcet          |                                          |